# Староварварівський ліс
Староварва́рівський ліс — ландшафтний заказник місцевого значення. Природоохоронний об'єкт розташований на території Краматорського району Донецької області (поблизу села Староварварівка, від якого й отримав свою назву). Його площа становить 50 га, статус отриманий у 2018 році.
До складу заказника входять схили балки, що тимчасово зволожуються у верхів'ях ріки Бичок басейну Сухого Торця, з ділянками типових різнотравно-типчаково-ковилових, лучних і чагарникових степів, а також ділянками байрачних лісів на межі Донецького лісостепу. Рослинність представлена 204 видами.